# Pegaz Lubuski
Pegaz Lubuski - czasopismo literackie (kwartalnik) wydawane przez Wojewódzką i Miejską Bibliotekę Publiczną im. Zbigniewa Herberta w Gorzowie Wielkopolskim i gorzowski oddział Związku Literatów Polskich (ZLP).
W "Pegazie Lubuskim" publikowane są utworzy członków i ZLP oraz utalentowanych debiutantów. Pojawiają się w nim również recenzje książek i sylwetki autorów prezentowanych w danym numerze.
Pierwszy numer ukazał się w maju 2003 r. Redaktorem naczelnym jest Ireneusz Krzysztof Szmidt.